# Monastero di Mor Hananyo
Il Monastero di Mor Hananyo (in siriaco ܕܝܪܐ ܕܡܪܝ ܚܢܢܝܐ, Dayro d-Mor Hananyo, Mor Hananyo Dayro o Kurkmo Dayro, arabo: Deir ez-Za`faran, in turco Deyrulzafaran Manastırı), noto come "monastero dello zafferano", è un monastero siriaco ortodosso situato vicino alla città di Mardin, in Turchia, nella regione culturale siriaca nota come Tur Abdin. 
È dedicata a Sant'Anania.

## Storia
Il monastero era in origine un tempio dedicato al culto del sole, Shamash, poi utilizzato come cittadella dai Romani. Fondato nel V o VI secolo, fu rifondato nel 793 come sede del vescovato di Mardin.
Abbandonato, fu fondato una terza volta nel 1125.
È stata la sede del Patriarcato della Chiesa ortodossa siriaca dal 1293 al 1924.
Ospita le tombe di cinquantadue patriarchi della Chiesa ortodossa siriaca autocefala. Le funzioni sono in aramaico. Dei sessantamila cristiani aramaici presenti nella regione negli anni Sessanta, oggi ne rimangono solo diecimila, dopo che le persecuzioni dei curdi li hanno costretti a fuggire.
Una spedizione organizzata nel 1955 dal CNRS ha documentato un evangelario del XIII secolo perfettamente conservato.

## Descrizione

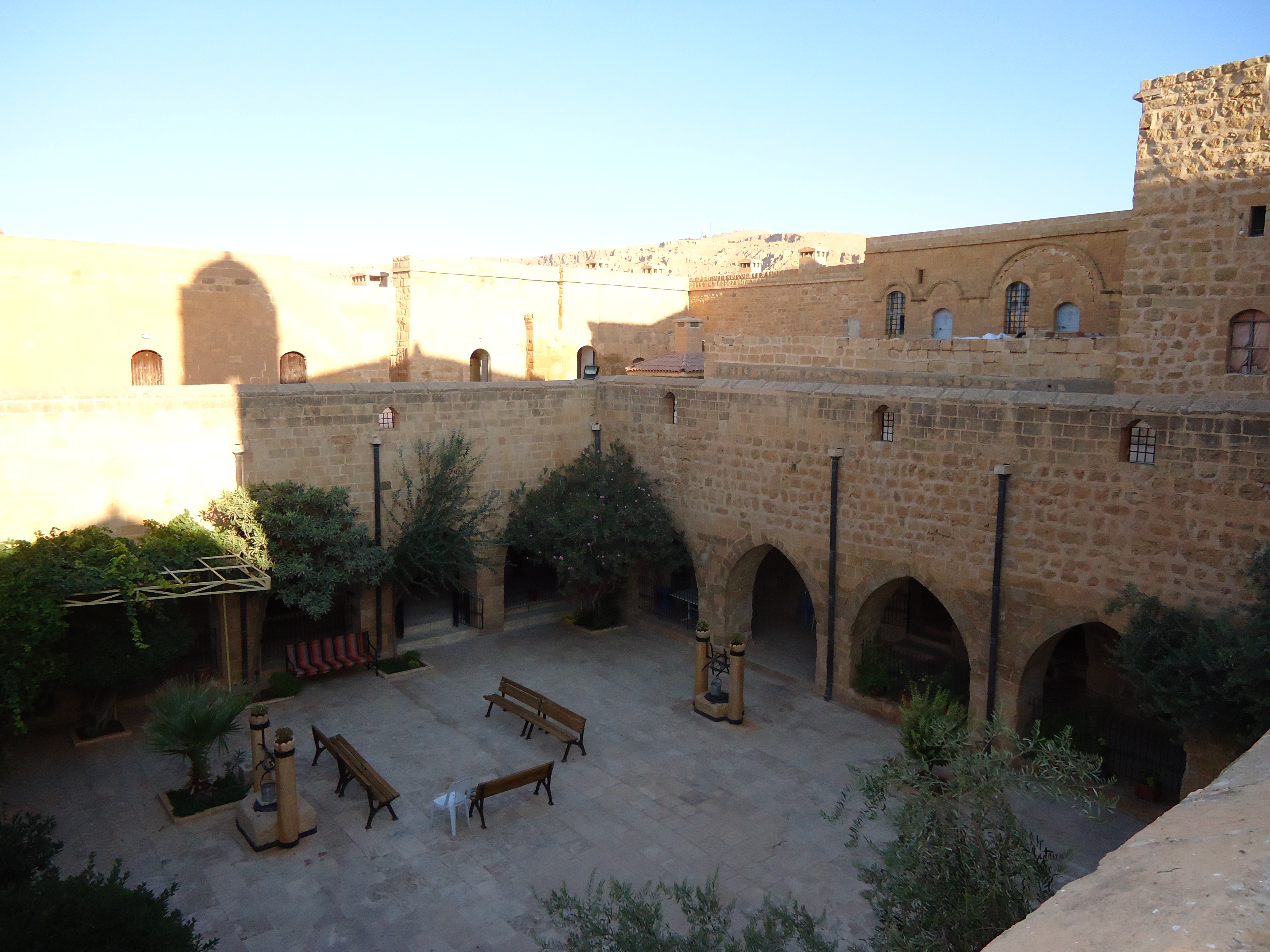
Cortile interno del monastero

Il terreno è circondato da un alto muro. Il monastero vero e proprio consiste in un grande complesso di edifici rettangolari a tre piani sopra la strada di accesso ed è stato costruito in più fasi. Sopra l'ingresso si trova un'iscrizione siriaca. Il monastero è rifornito di acqua dolce da antichi canali provenienti dalle montagne.
Sul retro del cortile si trovano tre chiese: La chiesa di Santa Maria risale al VI secolo; si dice che la chiesa principale sia stata donata dall'imperatore romano Anastasio, ha un tetto piramidale e un campanile aggiunto in seguito e ospita la cappella funeraria dei patriarchi, simile a un mausoleo, il Beit Qadishe ("Casa dei Santi"). La chiesa principale presenta archi decorati a rilievo; i nomi di tutti i patriarchi dal 792 sono scolpiti nell'ex trono del patriarca. Qui si tiene una funzione quotidiana in aramaico, alla quale partecipano i monaci e gli studenti e i membri della comunità cristiana di Mardin. Segue la chiesa dedicata a Sant'Anania (Mor Hananyo), costruita come la chieda di Santa Maria dagli architetti siriani Teodosio e Teodoro tra il 491 e il 518.
Il monastero dispone di un numero limitato di camere per gli ospiti, pulite e modeste, che sono aperte anche ai turisti, ma solo su appuntamento. In estate è possibile dormire all'aperto nei letti messi a disposizione. I pernottamenti sono gratuiti, i monaci sono cordiali e anche le donne sono le benvenute; tuttavia, ci si aspetta che in seguito si dimostri il proprio apprezzamento facendo una donazione nei limiti delle proprie possibilità.
Dietro il monastero, alcune grotte sono state scavate nella montagna e ci sono altre rovine di monasteri abbandonati nella zona circostante.